# Lékaři proti jaderné válce
Lékaři proti jaderné válce (International Physicians for the Prevention of Nuclear War, IPPNW) je mezinárodní federace 63 národních lékařských organizací sdružující lékaře, studenty medicíny, další zdravotnické pracovníky a zainteresované lidi, kteří se snaží pomáhat zabránit jaderné válce a která podporuje jaderné odzbrojení. IPPNW se nicméně snaží předcházet všem válkám, podporovat nenásilné řešení konfliktů a minimalizovat dopady války a příprav na válku na zdraví, rozvoj a životní prostředí. Ačkoli zrušení jaderných zbraní je nejvyšší prioritou IPPNW, uvědomuje si, že militarismus a válka připravují bohaté i chudé společnosti o zdroje na ochranu a podporu zdraví. Z tohoto důvodu se IPPNW zabývá problematikou pozemních min, ručních palných a lehkých zbraní, chemických a biologických zbraní a zadlužením rozvojového světa.
IPPNW byla založena v prosinci roku 1980 lékaři z USA a bývalého Sovětského svazu, kteří sdíleli společný závazek zabránit jaderné válce mezi svými zeměmi. Celosvětová federace lékařských odborníků se spojila, aby vysvětlila lékařská a vědecká fakta o jaderné válce politikům a veřejnosti a aby se zasadila o odstranění jaderných zbraní. Za svou práci obdržela IPPNW v roce 1985 Nobelovu cenu míru. Zůstala lídrem globálního hnutí za svět bez jaderných zbraní a v roce 2007 zahájila Mezinárodní kampaň za zrušení jaderných zbraní (ICAN), která v roce 2017 získala Nobelovu cenu míru za práci, jejímž cílem je upozornit na katastrofální humanitární důsledky jakéhokoli použití jaderných zbraní, a za průkopnické úsilí o dosažení smluvního zákazu těchto zbraní.
Na začátku devadesátých let měla měla IPPNW okolo 200 000 členů z více než 60 zemí. Sídlí v Somerville v Massachusetts. Českou sekcí organizace Lékaři proti jaderné válce IPPNW je odborná společnost Lékaři za bezpečný život na Zemi.

## Historie
Kardiologové Bernard Lown ze Spojených států amerických a Jevgenij Čazov ze Sovětského svazu se seznámili v 60. letech 20. století a oba se obávali zdravotních dopadů jaderné války. Přestože během studené války patřili k opačným táborům, dohodli se na založení mezinárodní organizace lékařů, která by se snažila čelit závodům v jaderném zbrojení.
Vy i já se zabýváme otázkou náhlého úmrtí. Náhlá srdeční smrt ale není to, co nás momentálně ohrožuje, je to náhlá jaderná smrt.
Z dopisu Bernarda Lowna Jevgeniji Čazovovi
IPPNW byla založena v roce 1980. V době, kdy byl svět rozdělen na dva militarizované tábory stojící na pokraji jaderné války, se malá skupina sovětských a amerických lékařů rozhodla jednat. Usoudili, že společný zájem na přežití je silnější než jejich ideologické rozdíly a věřili, že jejich povinností jako lékařů je zabránit jaderné válce.
Zakládající členové Bernard Lown, Jim Muller, Eric Chivian a Herb Abrams z USA a Jevgenij Čazov, Michail Kuzin a Leonid Iljin ze Sovětského svazu se na schůzce v Ženevě v prosinci 1980 zavázali, že se zaměří na prevenci jaderné války a na šíření povědomí o zdravotních účincích a nebezpečí jaderné války na mezinárodní úrovni spolu s posilováním vazeb lékařské komunity mezi Sovětským svazem a USA. O rok později se v americkém Airlie ve Virginii konal první kongres IPPNW, kterého se zúčastnilo 80 lékařů z 12 zemí. S každým dalším takovým setkáním počet účastníků rostl a během čtyř let se Lownovi a Čazovovi podařilo do mírového hnutí zapojit více než 150 000 lékařů z celého světa.
Zorganizovali tým, který prováděl pečlivý vědecký výzkum na základě údajů shromážděných japonskými kolegy, kteří studovali účinky atomových bomb svržených na Hirošimu a Nagasaki. Využili jejich poznatky o zdravotních následcích popálenin, ozáření a výbuchu a vyslovili varování pro lidstvo o tom, že jaderná válka by byla katastrofou, na niž by nebyl žádný lék.
Během prvních pěti let své existence IPPNW v úzké spolupráci s americkou a ruskou pobočkou vzdělávala zdravotníky, politické představitele a veřejnost o zdravotních a environmentálních důsledcích jaderné války. Za toto úsilí, které sjednotilo lékaře napříč studenou válkou, získala IPPNW v roce 1984 cenu UNESCO za mírové vzdělávání a v roce 1985 Nobelovu cenu míru.
V průběhu 80. a 90. let 20. století IPPNW komplexně dokumentovala zdravotní a environmentální dopady výroby, testování a používání jaderných zbraní. V článcích a komentářích v odborných časopisech a knihách i v denním tisku vysvětlovala, jak obrovskou cenu platí státy, které usilují o jaderné zbraně. IPPNW a přidružené organizace shromáždily a analyzovaly údaje, které veřejnosti poskytly hodnocení zdravotních a environmentálních nákladů spojených s úsilím o bezpečnost prostřednictvím jaderných zbraní.
IPPNW a její pobočky nejen vzdělávaly veřejnost, ale také podporovaly občany v jaderných státech, aby protestovali a změnili politiku svých vlád. IPPNW věří, že aktivní zapojení občanské společnosti a milionů lidí je pro zrušení jaderných zbraní a zabránění válce nezbytné. Aktivisté z řad lékařů se významně podíleli na kampaních za zákaz atmosférických a podzemních jaderných zkušebních výbuchů a na pomoci při uzavření zkušebních jaderných zařízení a výrobních závodů jaderných zbraní.
Když se studená válka chýlila ke konci, IPPNW se rozrostla na přibližně 200 000 lékařů, zdravotnických pracovníků a znepokojených občanů ve všech regionech světa.
Postupem času se organizace zapojila i do dalších mírových iniciativ a humanitárních akcí. Během války v Perském zálivu vyslala IPPNW do oblasti konfliktu své odborníky, aby zkoumali následky války a organizace dodala tuny zdravotnického vybavení a léků. Významným krokem IPPNW do nejaderné oblasti byla celosvětová kampaň za zákaz nášlapných min z 90. let 20. století.
V roce 1992, po rozpadu Sovětského svazu, se IPPNW angažovala v přesvědčování představitelů Běloruska, Kazachstánu a Ukrajiny, aby se vzdali jaderného potenciálu nacházejícího se na jejich území. Mezitím v Africe začaly organizace přidružené k IPPNW organizovat pomoc obětem války v Somálsku.
V roce 2001 IPPNW zahájila program Aiming for Prevention, jehož cílem je prevence ozbrojeného násilí. Za touto iniciativou stojí pobočky IPPNW  především ze subsaharské Afriky, Latinské Ameriky a jižní Asie, které sídlí v oblastech, kde je ozbrojené násilí stálou hrozbou a spotřebovává značnou část rozpočtů na zdravotní péči.
V roce 2007 zahájila IPPNW Mezinárodní kampaň za zrušení jaderných zbraní (International Campaign to Abolish Nuclear Weapons, ICAN), která v současné době sdružuje přes 600 partnerských nevládních organizací ve více než 100 zemích. IPPNW byla vedoucí nevládní organizací v této kampani občanské společnosti za smlouvu o zákazu a zrušení jaderných zbraní, která by vedla k jejich celosvětovému odstranění. ICAN obdržela v roce 2017 Nobelovu cenu míru za svou roli při dosažení Smlouvy o zákazu jaderných zbraní, která byla přijata v OSN v červenci téhož roku.
IPPNW je aktivním účastníkem Aliance pro prevenci násilí (Violence Prevention Alliance) Světové zdravotnické organizace. Jako člen koalice občanské společnosti Control Arms se podílela na úspěšné kampani za Smlouvu o obchodu se zbraněmi (Arms Trade Treaty, ATT), která vstoupila v platnost 24. prosince 2014 a reguluje mezinárodní obchod s konvenčními zbraněmi.

### Cena UNESCO za mírové vzdělávání
Dne 30. října 1984 obdržela IPPNW v sídle UNESCO v Paříži Cenu UNESCO za mírovou výchovu, konkrétně za to, že „mobilizovala svědomí statisíců lidí na celém světě ve prospěch míru a proti termonukleárnímu holocaustu“. Ocenění převzali jménem IPPNW Bernard Lown a Jevgenij Čazov.

### Nobelova cena
Dne 10. prosince 1985 byla IPPNW v norském Oslu udělena Nobelova cena míru za „šíření důvěryhodných informací a vytváření povědomí o katastrofálních důsledcích atomové války“. Jménem IPPNW ocenění převzali Bernard Lown a Jevgenij Čazov. Čazov byl kritizován obhájci lidských práv za to, že se v roce 1973 podílel na politických útocích proti bývalému sovětskému fyzikovi Andreji Sacharovovi, který sám získal Nobelovu cenu míru v roce 1975.